# Big West Conference
Die Big West Conference ist eine aus elf Universitäten bestehende Liga für diverse Sportarten, die in der NCAA Division I spielen. Im College Football spielten die Teams bis zur Saison 2000 in der Division I-A (nun bekannt als Football Bowl Subdivision).
Die Liga wurde 1969 als Pacific Coast Athletic Association (PCAA) gegründet und nach neunzehn Jahren, 1988, in Big West Conference umbenannt. Der Hauptsitz befindet sich in Irvine im Bundesstaat Kalifornien. Bis 2005 waren auch Hochschulen aus verschiedenen Bundesstaaten, so zum Beispiel Texas, Utah, Nevada oder Idaho, Mitglied der Big West, die jedoch zumeist in die Western Athletic Conference wechselten. Nachdem anschließend bis 2012 nur kalifornische Hochschulen Mitglied waren, ersetzte die University of Hawaiʻi at Mānoa im damaligen Realignment die in die West Coast Conference abwandernde University of the Pacific, die bis dahin die einzige Mitgliedshochschule in der Geschichte der Big West in privater Trägerschaft war.
Zu den Sportarten, in denen die Big West Conference Wettbewerbe organisiert, zählen Basketball, Geländelauf, Golf, Fußball, Tauchen, Tennis, Leichtathletik, Volleyball und Wasserball sowie Baseball bei den Männern und Softball sowie Beachvolleyball bei den Frauen. Die zuletzt hinzugefügte Sportart war Wasserball für Männer im Studienjahr 2023–24. Schwimmsport wird 2024–25 für Männer und Frauen hinzugefügt.
Hawaiʻi (Rainbow Warriors), UC Davis (Aggies) und Cal Poly (Mustangs) spielen außerdem American Football – Hawaiʻi in der Mountain West Conference, UC Davis und Cal Poly in der Big Sky Conference.

## Mitglieder
Ausscheidende Mitglieder in Rosa.
| Universität           | Ort                  | Teamname                          | gegründet | seit | Trägerschaft | Studenten |
| --------------------- | -------------------- | --------------------------------- | --------- | ---- | ------------ | --------- |
| Cal Poly              | San Luis Obispo (CA) | Mustangs                          | 1901      | 1996 | staatlich    | 18.400    |
| Cal State Bakersfield | Bakersfield (CA)     | Roadrunners                       | 1965      | 2020 | staatlich    | 8.720     |
| Cal State Fullerton   | Fullerton (CA)       | Titans                            | 1957      | 1974 | staatlich    | 35.040    |
| Cal State Northridge  | Northridge (CA)      | Matadors                          | 1958      | 2001 | staatlich    | 34.560    |
| Hawaiʻi               | Honolulu (HI)        | Rainbow Warriors / Rainbow Wahine | 1907      | 2012 | staatlich    | 20.445    |
| Long Beach State      | Long Beach (CA)      | The Beach                         | 1949      | 1969 | staatlich    | 35.574    |
| UC Davis              | Davis (CA)           | Aggies                            | 1905      | 2007 | staatlich    | 30.475    |
| UC Irvine             | Irvine (CA)          | Anteaters                         | 1965      | 1977 | staatlich    | 25.000    |
| UC Riverside          | Riverside (CA)       | Highlanders                       | 1954      | 2001 | staatlich    | 17.000    |
| UC San Diego          | La Jolla (CA)        | Tritons                           | 1960      | 2020 | staatlich    | 33.735    |
| UC Santa Barbara      | Santa Barbara (CA)   | Gauchos                           | 1944      | 1969 | staatlich    | 19.800    |

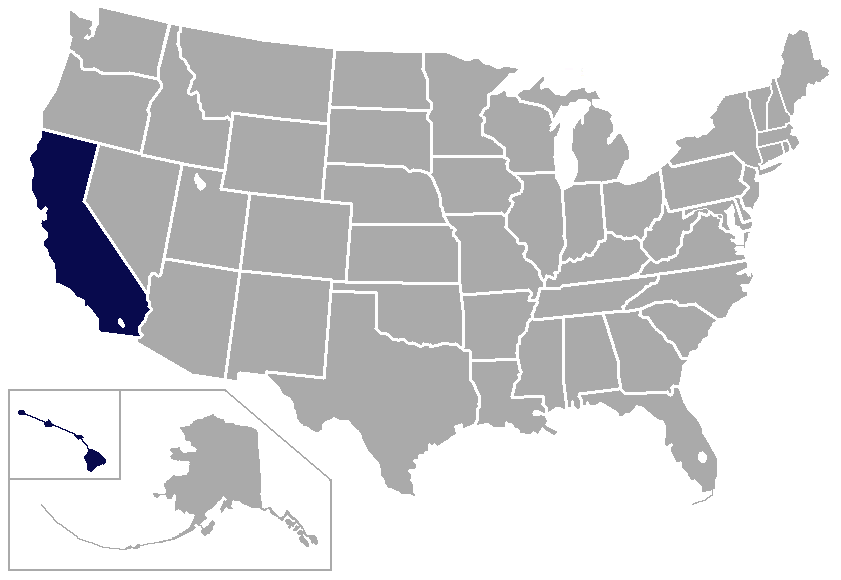
Ausdehnung der Big West Conference

- Bevor Cal State Bakersfield 2020 Vollmitglied von Big West wurde, war er seit 2015 Mitglied im Frauen-Beachvolleyball.
- Long Beach State hat sein Sportprogramm im akademischen Jahr 2020/21 vollständig in „The Beach“ umbenannt.
- Bevor UC San Diego 2020 Vollmitglied von Big West wurde, war er seit 2017 Mitglied im Männer-Volleyball und im akademischen Jahr 2019/20 im Frauen-Wasserball.
- Hawaiʻi und UC Davis werden im Juli 2026 austreten, um der Mountain West Conference beizutreten.

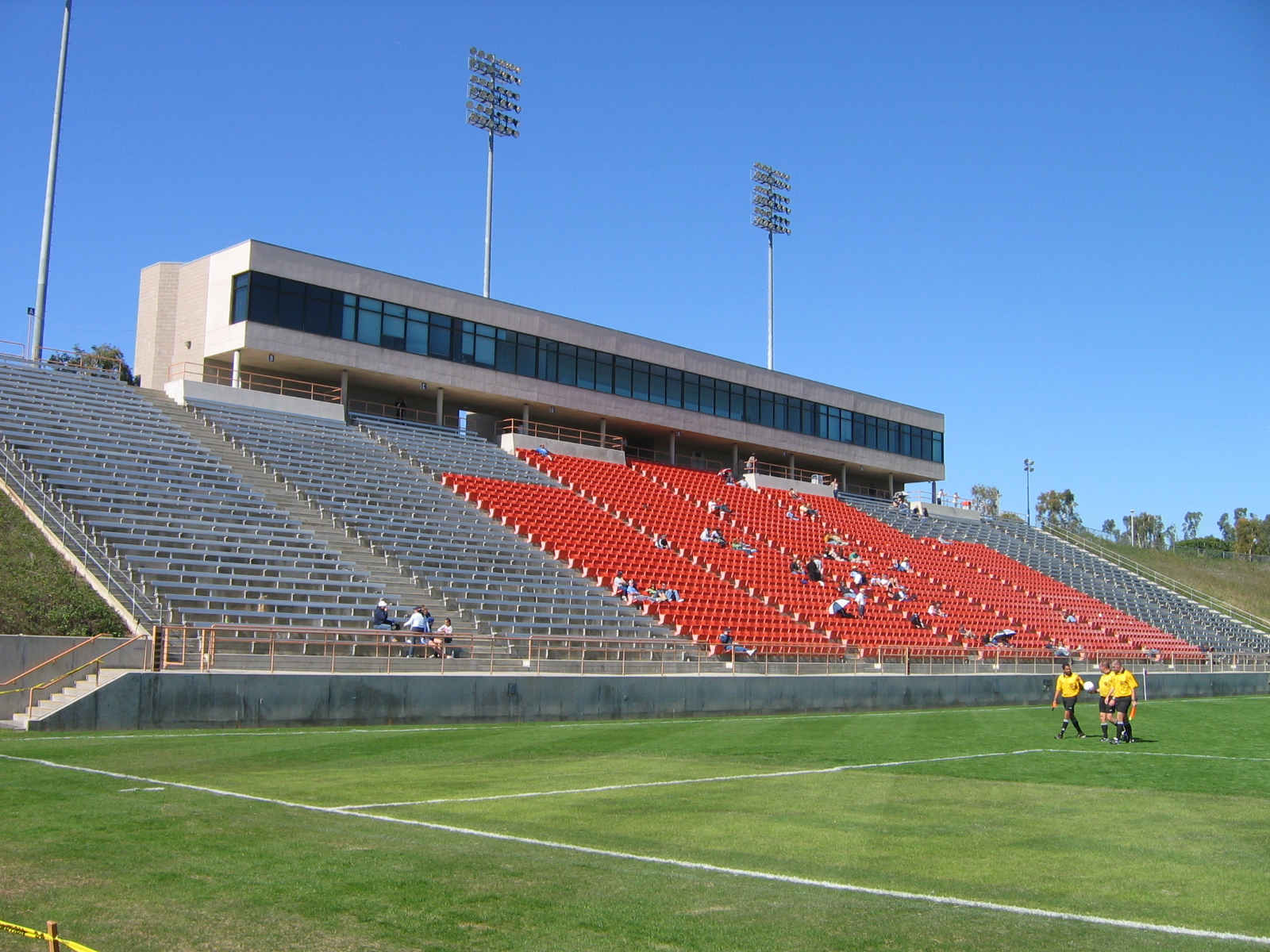
Titan Stadium in Fullerton
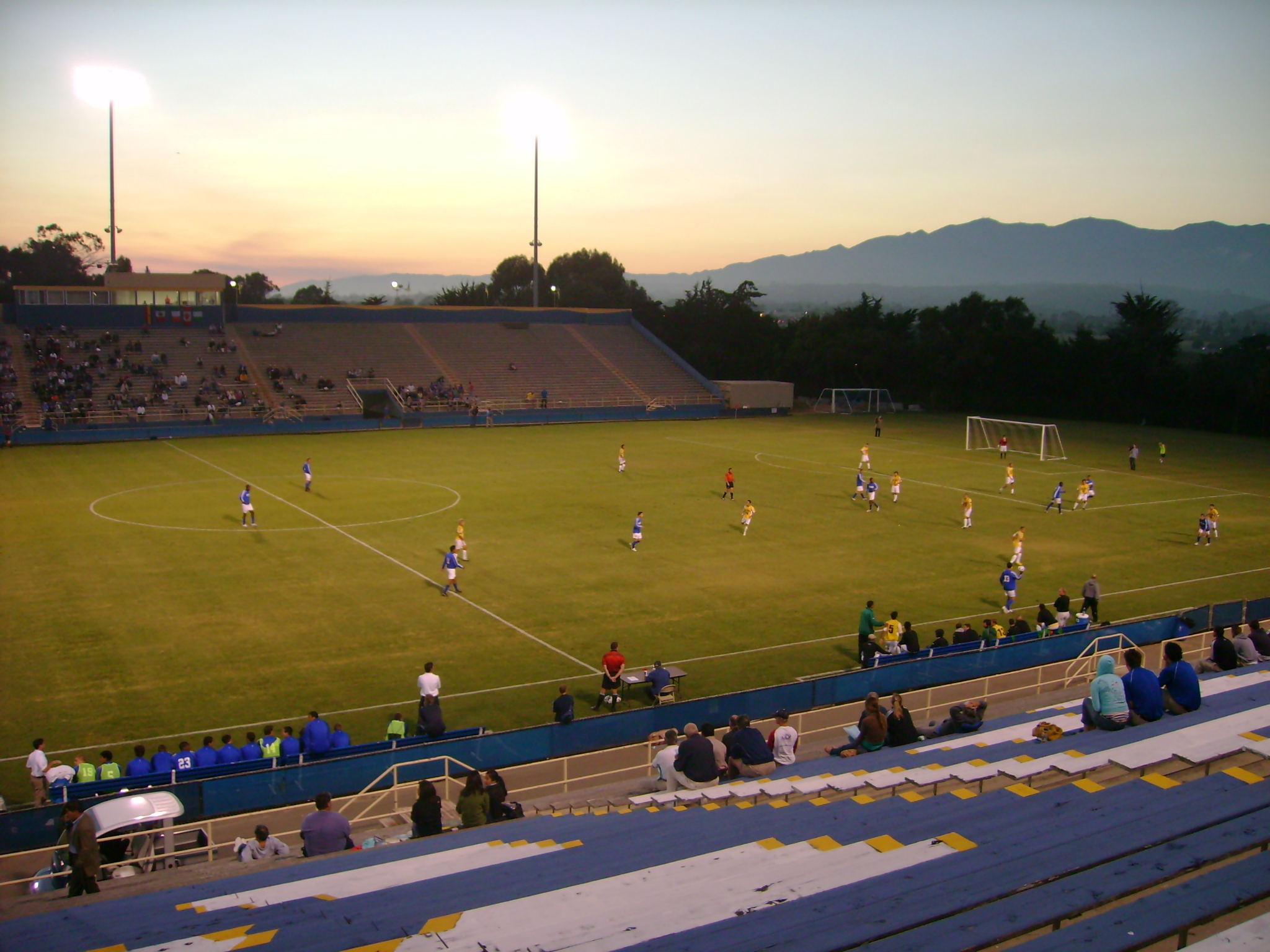
Harder Stadium in Santa Barbara
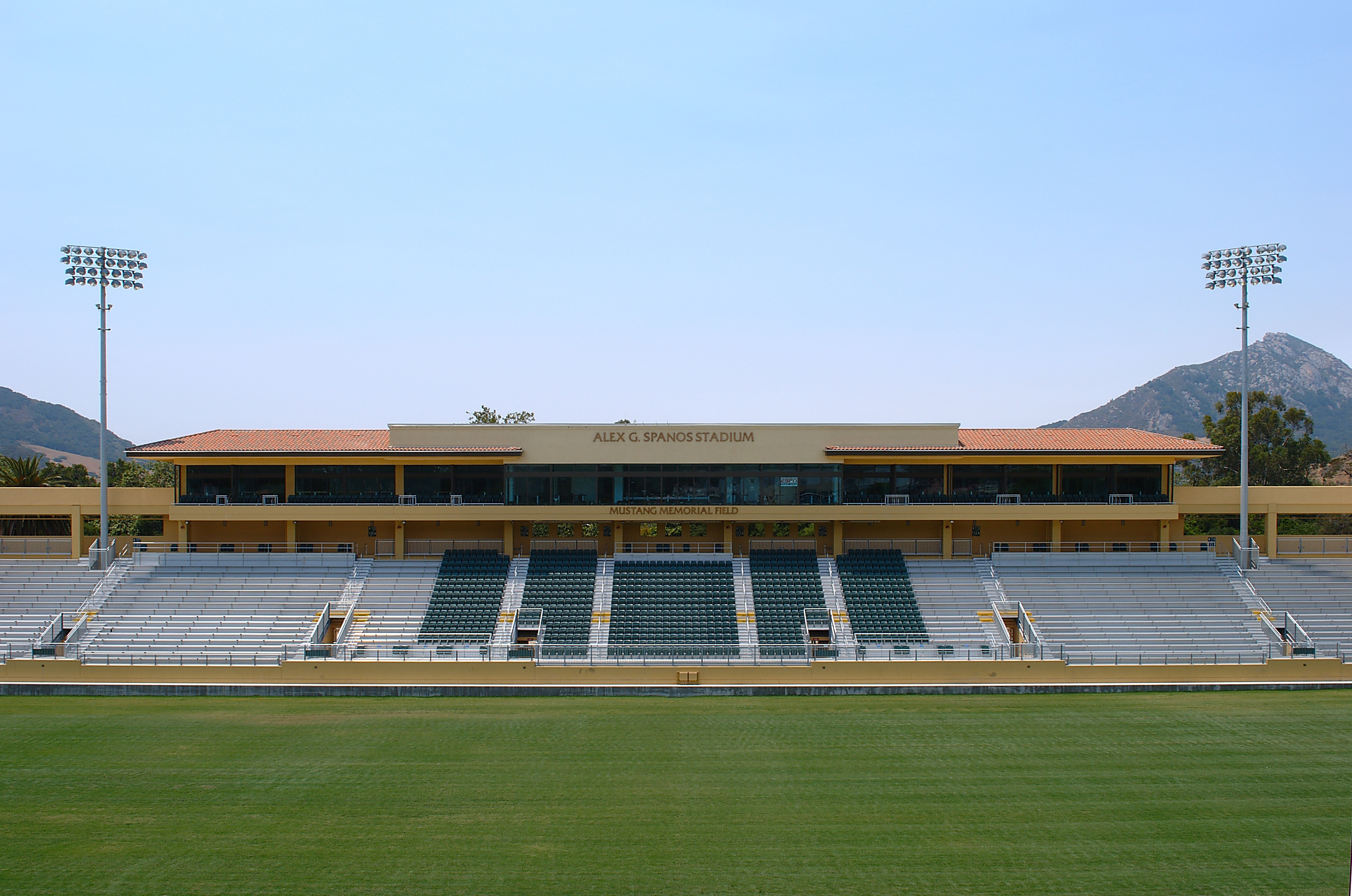
Alex G. Spanos Stadium in San Luis Obispo

### Assoziierte Mitglieder
| Universität      | Ort             | Teamname | gegründet | seit | Sportart                 | Trägerschaft | Studenten | Main-Conference            |
| ---------------- | --------------- | -------- | --------- | ---- | ------------------------ | ------------ | --------- | -------------------------- |
| Idaho            | Moscow (ID)     | Vandals  | 1889      | 2024 | Golf (Männer)            | staatlich    | 11.849    | Big Sky                    |
| Sacramento State | Sacramento (CA) | Hornets  | 1947      | 2012 | Fußball (Männer)         | staatlich    | 30.670    | Big Sky (Big West ab 2026) |
| Sacramento State | Sacramento (CA) | Hornets  | 1947      | 2015 | Beachvolleyball (Frauen) | staatlich    | 30.670    | Big Sky (Big West ab 2026) |
| Sacramento State | Sacramento (CA) | Hornets  | 1947      | 2024 | Golf (Männer)            | staatlich    | 30.670    | Big Sky (Big West ab 2026) |

### Zukünftige Mitglieder
| Universität        | Ort             | Teamname   | gegründet | Trägerschaft | Studenten | beigetreten |
| ------------------ | --------------- | ---------- | --------- | ------------ | --------- | ----------- |
| California Baptist | Riverside (CA)  | Lancers    | 1950      | privat       | 11.491    | 2026        |
| Sacramento State   | Sacramento (CA) | Hornets    | 1947      | staatlich    | 30.883    | 2026        |
| Utah Valley        | Orem (UT)       | Wolverines | 1941      | staatlich    | 44.853    | 2026        |

### Zukünftige Assoziierte Mitglieder
| Universität  | Ort            | Teamname                          | gegründet | seit | Sportart                         | Trägerschaft | Studenten | Main-Conference                                                |
| ------------ | -------------- | --------------------------------- | --------- | ---- | -------------------------------- | ------------ | --------- | -------------------------------------------------------------- |
| Grand Canyon | Phoenix (AZ)   | Antelopes                         | 1949      | 2025 | Schwimmsport (Männer und Frauen) | privat       | 103.427   | Western Athletic Conference (Mountain West Conference ab 2026) |
| Hawaiʻi      | Honolulu (HI)  | Rainbow Warriors / Rainbow Wahine | 1907      | 2026 | Beachvolleyball (Frauen)         | staatlich    | 19.074    | Mountain West Conference (ab 2026)                             |
| Hawaiʻi      | Honolulu (HI)  | Rainbow Warriors / Rainbow Wahine | 1907      | 2026 | Schwimmsport (Männer)            | staatlich    | 19.074    | Mountain West Conference (ab 2026)                             |
| Hawaiʻi      | Honolulu (HI)  | Rainbow Warriors / Rainbow Wahine | 1907      | 2026 | Volleyball (Männer)              | staatlich    | 19.074    | Mountain West Conference (ab 2026)                             |
| Hawaiʻi      | Honolulu (HI)  | Rainbow Warriors / Rainbow Wahine | 1907      | 2026 | Wasserball (Frauen)              | staatlich    | 19.074    | Mountain West Conference (ab 2026)                             |
| San Diego    | San Diego (CA) | Toreros                           | 1949      | 2025 | Schwimmsport (Frauen)            | privat       | 7.548     | West Coast Conference                                          |
| Seattle      | Seattle (WA)   | Redhawks                          | 1891      | 2025 | Schwimmsport (Männer und Frauen) | privat       | 7.755     | West Coast Conference (ab 2025)                                |

[veraltet]

### Frühere Mitglieder
| Universität                 | Ort              | Teamname      | gegründet | von  | aus           | bis       | nach                        | Trägerschaft |
| --------------------------- | ---------------- | ------------- | --------- | ---- | ------------- | --------- | --------------------------- | ------------ |
| Boise State University      | Boise (ID)       | Broncos       | 1932      | 1996 | Big Sky       | 2001      | WAC → MW → Pac-12 (ab 2026) | staatlich    |
| Fresno State                | Fresno (CA)      | Bulldogs      | 1911      | 1969 | CCAA*         | 1992      | WAC → MW → Pac-12 (ab 2026) | staatlich    |
| Cal State at L.A.           | Los Angeles (CA) | Golden Eagles | 1947      | 1969 | CCAA*         | 1974      | CCAA*                       | staatlich    |
| University of Idaho         | Moscow (ID)      | Vandals       | 1889      | 1996 | Big Sky       | 2005      | Sun Belt → WAC → Big Sky    | staatlich    |
| UNLV                        | Las Vegas (NV)   | Rebels        | 1957      | 1982 | Div II / Ind. | 1996      | WAC → MW                    | staatlich    |
| University of Nevada, Reno  | Reno (NV)        | Wolf Pack     | 1874      | 1992 | Big Sky       | 2000      | WAC → MW                    | staatlich    |
| New Mexico State University | Las Cruces (NM)  | Aggies        | 1888      | 1983 | MVC           | 2000      | Sun Belt → WAC → CUSA       | staatlich    |
| University of North Texas   | Denton (TX)      | Mean Green    | 1890      | 1996 | Southland     | 2000      | Sun Belt → CUSA → American  | staatlich    |
| San Diego State University  | San Diego (CA)   | Aztecs        | 1897      | 1969 | Div II        | 1978/1990 | WAC → MW → Pac-12 (ab 2026) | staatlich    |
| San José State University   | San Jose (CA)    | Spartans      | 1857      | 1969 | WCC           | 1996      | WAC → MW                    | staatlich    |
| Utah State University       | Logan (UT)       | Aggies        | 1888      | 1978 | Independent   | 2005      | WAC → MW → Pac-12 (ab 2026) | staatlich    |
| University of the Pacific   | Stockton (CA)    | Tigers        | 1851      | 1971 | WCC           | 2013      | WCC                         | privat       |

* Die California Collegiate Athletic Association (CCAA) ist eine Conference in der Division II der NCAA.